# Barthélemy Faujas de Saint-Fond

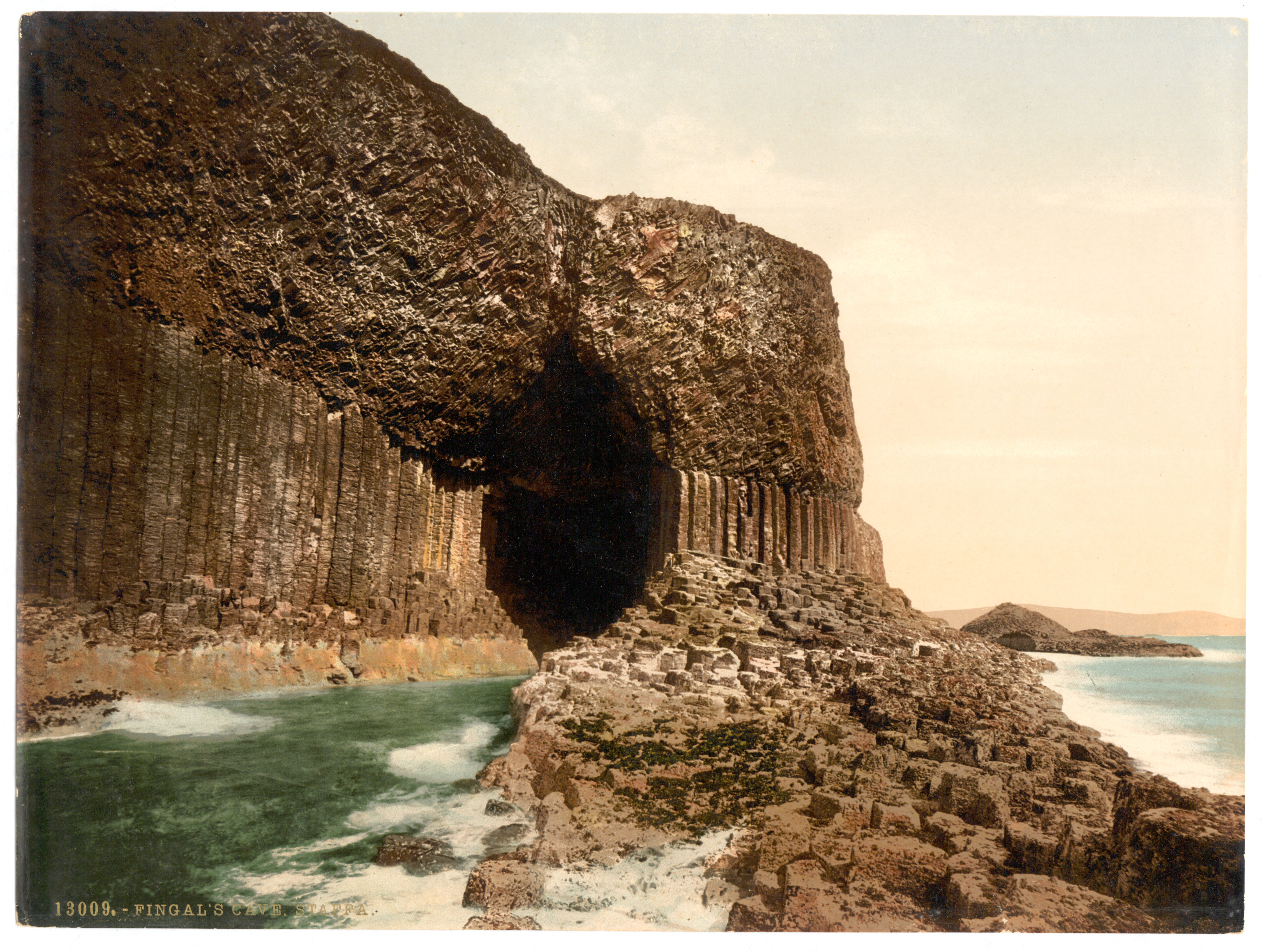
Fingal's Cave, op Staffa, bij Mull in Schotland.

Barthélemy Faujas de Saint-Fond (Montélimar, 17 mei 1741 - landgoed Saint-Fond, Dauphiné, 18 juli 1819) was een Frans geoloog, vulkanoloog en reiziger. In Nederland is hij vrijwel alleen bekend als de opdrachtgever voor de roof van het fossiel van de Mosasaurus van Maastricht.

## Levensloop
Faujas de Saint-Fond volgde zijn opleiding aan het jezuïetencollege van Lyon. Daarna ging hij naar Grenoble, waar hij rechten studeerde en vervolgens werd toegelaten als advocaat aan het Parlement van de Dauphiné. Hij klom op tot president van het hof van de sénéchal in Montélimar (1765), waar hij zich naar behoren van zijn taak kweet. Hij verloor echter het plezier in de rechten en wilde meer tijd besteden aan zijn liefde voor de natuur, die al eerder bij hem was ontstaan.
Zijn favoriete bezigheid was het bezoeken van de berggebieden in de Alpen en het Centraal Massief. Daar begon hij de vorm, structuur, samenstelling en opeenstapeling van rotsformaties te bestuderen. In 1775 ontdekte hij in de montagne de Chenavary in de Velay een rijke laag van puzzolaan, die uiteindelijk werd ontgonnen door de staat. In 1776 begon hij een correspondentie met de Buffon, die al snel de waarde van zijn wetenschappelijke inspanningen inzag. Door de Buffon gevraagd naar Parijs te komen, zei hij de rechten vaarwel. Hij kreeg van Lodewijk XVI, op voordracht van de Buffon, een aanstelling als assistent natuuronderzoeker aan de Jardin du Roi, waaraan enige jaren later (tussen 1785 en 1788) de titel "koninklijk commissaris voor de mijnen" werd toegevoegd. In die functie stond hij in 1788 ook aan de basis van de ontginning van de ijzermijn van La Voulte-sur-Rhône (in de Ardèche).
Een van zijn belangrijkste wetenschappelijke werken was "Recherches sur les volcans éteints du Vivarais et du Velay" ("Onderzoekingen aan de uitgedoofde vulkanen van de Vivarais en de Velay"), dat in 1778 verscheen. Deze publicatie laat zijn scherpe manier van waarnemen zien waardoor Faujas de Saint-Fond in staat was een theorie over het ontstaan van vulkanen te ontwikkelen. In zijn hoedanigheid van commissaris voor de mijnen reisde hij naar veel Europese landen, waaronder Engeland, Schotland, Holland, Duitsland, Bohemen en Italië, waar hij nauwgezet de natuurlijke omgeving en de rotsformaties observeerde. Hij was in 1784, tijdens een reis naar Engeland, Schotland en de Hebriden, de eerste die inzag dat de basaltzuilen van Fingal's Cave op Staffa (zie afbeelding) van vulkanische oorsprong waren. Zijn nieuwsgierigheid daarnaar was opgewekt door Sir Joseph Banks' verslag van een bezoek aan het eiland in 1772, dat was opgenomen in Pennant's A tour in Schotland and voyage to the Hebrides (1774), en waarin Banks opmerkte dat de steen een grove soort basalt was, die nogal leek op de Giant's Causeway in Ierland. In zijn eigen "Voyage en Angleterre, en Écosse et aux Îles Hebrides" (1797) nam Faujas de Saint-Fond anekdotes op over Sir Joseph Banks en Dr. John Whitehurst, alsmede een amusant verslag van "het diner van een academische club" (de Royal Society), maar het grootste deel gaat over geologie. Het werk werd vertaald in het Engels (2 delen, 1799). Waar zijn interpretatie van de vulkanische oorsprong van basalt correct was, zat hij er op veel andere punten overigens naast. Zo interpreteerde hij rotsen die onmiskenbaar van sedimentaire oorsprong waren als vulkanisch. Zijn verzamelde fragmenten waren echter op weg naar Frankrijk bij een schipbreuk verloren gegaan, waardoor hij later niet meer de mogelijkheid had ze aan een beter onderzoek te onderwerpen.
In 1793 werd Faujas de Saint-Fond benoemd tot de eerste hoogleraar geologie aan de Jardin des Plantes, vanaf later dat jaar het Muséum national d'histoire naturelle, een functie die hij tot op hoge leeftijd bleef bekleden. In 1794 gaf hij, in zijn hoedanigheid van commissaire des sciences, die meereisde met het Franse leger, opdracht voor de diefstal van de in de Sint-Pietersberg gevonden schedel van de Mosasaurus, na de inname van Maastricht door de Franse revolutionaire troepen, en liet het fossiel naar Parijs brengen. Hij trok zich na het beëindigen van zijn loopbaan in 1818 terug op het landgoed van Saint-Fond in de Dauphiné, waar hij al een jaar later, 78 jaar oud, overleed.
Faujas had een grote interesse in de experimenten met de ballonvaart en ondersteunde die door het uitgeven van publieke aandelen. Hij hielp eerst Jacques Charles, die een waterstofballon wilde bouwen, en vervolgens de gebroeders Montgolfier en Jean-Francois Pilatre de Rozier, die plannen voor een heteluchtballon hadden. In 1783 en '84 publiceerde hij het zeer complete tweedelige werk "Description des expériences de la machine aérostatique de MM. Montgolfier, etc.". Hij heeft verder vele wetenschappelijke mededelingen bijgedragen aan de Annales en de Memoires van het Muséum national d'Histoire naturelle. Daarnaast droeg hij bij aan de Histoire naturelle van de Buffon voor wat de geologie betreft.

## Betrouwbaarheid
Bij een kritische lezing van het verslag dat Faujas de Saint-Fond in 1798 deed van de diefstal, in november 1794, van de Mosasaurus in Maastricht, werd het historica en cultuurwetenschapper Peggy Rompen duidelijk dat een groot deel van zijn beweringen in dat hoofdstuk niet door feitenmateriaal kon worden onderbouwd en soms zelfs door bronnen werd weerlegd. Bovendien schreef Faujas de Saint-Fond over het fossiel alsof het een uitgemaakte zaak was dat het om een krokodil ging terwijl de wetenschappelijke discussie daarover allang de kop had opgestoken. Dit was voor haar en voor enkele medewerkers van het Muséum national aanleiding om te onderzoeken of hij vaker moeite had met de grens tussen fantasie en realiteit. Rompen schrijft, op pagina 53, "De tweede vraag luidde of opzettelijk liegen bij Faujas' persoonlijkheid paste". Als antwoord geeft ze dat in elk geval de vertaler van "Histoire naturelle de la montagne de Saint-Pierre..." meende dat Faujas partijdig was en bovendien zijn eigen onrechtvaardige daden met drogredenen toedekte. Faujas blijkt vervolgens vaker te hebben gelogen, onder meer in zijn publicatie over de ballonvaart, waarin hij alle eer naar zich toetrok en Jacques Charles en de broers Anne-Jean en Nicolas-Louis Robert, die in 1783 de eerste waterstofballon oplieten, neerzette als een stel na-apers van de gebroeders Montgolfier die, eveneens in 1783, hun eerste heteluchtballon oplieten en daarbij gesteund waren door Faujas de Saint-Fond zelf. Na hierover te zijn bekritiseerd verweerde Faujas de Saint-Fond zich door te zeggen dat hij alles slechts deed in het belang van Parijs en dat Charles dat beslist niet deed, een vergelijkbare opstelling als bij zijn verantwoording van de roof van de mosasaurus.
Waar het Adriaan Gilles Camper en Georges Cuvier waren die tot de slotsom kwamen dat de mosasaurus noch een krokodil, noch een walvis, maar een varaanachtige hagedis was, en Faujas de Saint-Fond degene die lange tijd volhield met een krokodil van doen te hebben, schreef hij in 1803, in "Essai de géologie", dat Camper zich uiteindelijk achter zijn mening had geschaard en nu ook toegaf dat het fossiel dat van een hagedis was. Cuvier merkte over Faujas de Saint-Fond op dat hij zijn hele beschrijving van het inwendige van de Sint-Pieter had gebaseerd op het resultaat van slechts één opgraving, en dat dat was in een recent voor militaire doeleinden uitgegraven mijn, waarin alles overhoop lag, en verder dat het hem volledig ontgaan was dat de hele berg uit kalkhoudend gesteente (mergel) bestond, en niet uit een zandsteen van fijnkorrelig kwartsiet, zoals Faujas de Saint-Fond beweerde.
De meest diepgaande beschuldiging van onbetrouwbaarheid aan Faujas' adres is afkomstig van André Thouin (1747–1824), zijn collega, die hem in zijn memoires afschilderde als een groot leugenaar en fantast die ervan hield verhalen flink aan te dikken.

## Eponiemie
In 1842 heeft de mineraloog Alexis Damour hem vernoemd in de naam van het mineraal faujasiet.